# Cymatioa cookae
Cymatioa cookae — вид двустворчатых моллюсков из надсемейства Galeommatoidea.

## История
Этот вид был идентифицирован в 1937 году как ископаемый вид в отложениях Болдуин-Хиллз, возраст которых был оценён в 28-36 тысяч лет. Затем он был назван Bornia cookie, затем переименован в Cymatioa cookie в 1964 году, и сейчас он называется Cymatioa cookae (для исправления рассогласования).
Тем не менее, в ноябре 2018 года Джефф Годдард наблюдал за этим моллюском, переворачивающей камни во время отлива в районе Нейплс-Пойнт, к северу от Санта-Барбары. Он объясняет : «Их раковины были всего 10 миллиметров в длину. Но когда они вытянулись и начали шевелить ярко-белой полосатой ногой, которая была длиннее их панциря, я понял, что никогда раньше не видел этого вида». Это свидетельство предполагало открытие нового вида, и Пол Валентич-Скотт, куратор Музея естественной истории Санта-Барбары, поэтому попросил Годдарда вернуться и добыть образец. Это было сделано только в марте 2019 года после восьми неудачных попыток. Именно тогда они поняли, что нашли «живое ископаемое» вида Cymatioa cookae, ранее считавшихся вымершим.

## Первая публикация
- Уиллетт, Г. (1937). Фауна верхнего плейстоцена из Болдуин-Хиллз, округ Лос-Анджелес, Калифорния . Общество естественной истории Сан-Диего, Труды. 8: 379—406, табл. 25-26., стр.: 389, табл. 25 инжиров 3-6 [подробнее]

## Таксономические ссылки
- (en) Référence World Register of Marine Species : taxon Cymatioa cookae S. S. Berry, 1964 (+ liste espèces)